# Gang Busters
Gang Busters var ett amerikanskt radiodrama som dramatiserade riktiga FBI-fall för publiken. Det hade sin premiär under namnet G-Men, sponsrat av Chevrolet, 20 juli 1935. 
Efter att titeln ändrats till Gang Busters 15 januari 1936 sändes programmet i 21 år till, fram till 20 november 1957. Programmet startade med högljudda ljudeffekter - en polisvissla, fångar som marscherar i formation, polissirener, maskingevär och tjutande däck. Denna starka inledning ledde till den populära amerikanska frasen "coming on like Gang Busters", ungefär "att starta med mycket uppståndelse". De FBI-fall som dramatiserades arrangerades av regissören/producenten Phillips H. Lord i nära samarbete med FBI:s chef J. Edgar Hoover som insisterade att bara avslutade fall användes.
Den första serien sändes på NBC:s radionätverk 20 juli till 12 oktober 1935. Det sändes sen på CBS mellan 15 januari 1936 till 15 juni 1940, sponstrat av Colgate-Palmolive och magasinet Cue. Från 11 oktober 1940 till 25 december 1948 hördes den på Blue Network innan det återvände till CBS 8 januari 1949 där den sändes fram till 25 juni 1955. Den sista serien sändes av Mutual Broadcasting System från 5 oktober 1955 till 27 november 1957.
Radioserien gjordes om till en tecknad serie av DC Comics och Big Little Books. Universal Pictures gjorde en väldigt populär Gang Busters bio-serie med Kent Taylor och Ralph Morgan. En TV-serie med samma namn sändes i en säsong 1952. Den redigerades senare om till två långfilmer, Gang Busters (1955) och Guns Don't Argue (1957) .